# کالپسویل (پنسیلوانیا)
کالپسویل (به انگلیسی: Kulpsville) یک منطقهٔ مسکونی در ایالات متحده آمریکا است که در پنسیلوانیا واقع شده‌است. کالپسویل ۸٬۱۹۴ نفر جمعیت دارد.